# Mark Reynolds (piłkarz)
Mark Reynolds (ur. 7 maja 1987 w Motherwell) – szkocki piłkarz grający na pozycji obrońcy. Od 2013 roku jest piłkarzem Aberdeen.
Profesjonalną piłkarską karierę rozpoczął w roku 2005. W Motherwell grał do końca 2010 roku i rozegrał w nim 166 meczów, w których strzelił 6 goli. Reprezentował Szkocję na Mistrzostwach Świata U-20 w Piłce Nożnej 2007. Strzelił tam także gola – w meczu przeciwko Kostaryce.